# Медаль «В ознаменование добычи трёхмиллиардной тонны нефти Татарстана»
Медаль «В ознаменование добычи трёхмиллиардной тонны нефти Татарстана» (тат. «Өч миллиард тонна Татарстан нефтен чыгару уңаеннан» медале) — государственная награда Республики Татарстан, учреждённая 28 апреля 2007 года и вручаемая раисом Республики Татарстан.

## История
В 1940-х годах на юго-востоке Татарстана был открыт ряд крупных месторождений нефти, в том числе Шугуровское и Ромашкинское, разработка которых дала начало развитию нефтяной промышленности в республике. В 1971 году на территории Татарстана был добыт первый миллиард тонн нефти, а в 1981 году — второй миллиард тонн нефти. Благодаря нефтяным доходам экономика республики испытала подъём, начали строиться новые города, в том числе Альметьевск. В дальнейшем нефтедобыча пошла на спад, но вскоре её удалось стабилизировать и даже нарастить. В 2007 году татарстанскими нефтяниками был добыт третий миллиард тонн нефти. В том же году в Альметьевске был открыт памятник в честь этого события, представляющий собой фонтан из трёх струй нефти, символизирующих все три добытые тонны. Авторами монумента выступили скульптор Д. В. Юсупов и художник Р. Р. Курамшин.
Медаль «В ознаменование добычи трёхмиллиардной тонны нефти Татарстана» была учреждена Законом Республики Татарстан от 28 апреля 2007 года, принятым Государственным советом Республики Татарстан за подписью президента Республики Татарстан М. Ш. Шаймиева в качестве поправок к закону «О государственных наградах Республики Татарстана». Внешний вид награды был установлен указом президента от 4 мая 2007 года. По оценкам руководства компании «Татнефть», присуждение нефтяникам медали оказалось дополнительным моральным стимулом для дальнейшей работы. По состоянию на 2019 год, медалью было награждено более 3 с половиной тысяч человек.

## Статут
Медалью «В ознаменование добычи трехмиллиардной тонны нефти Татарстана» награждаются граждане Российской Федерации, «являющиеся (являвшиеся) работниками нефтяной отрасли промышленности Республики Татарстан, проявившими высокие показатели в труде, в том числе руководителями предприятий и организаций нефтяной отрасли промышленности Республики Татарстан независимо от организационно-правовой формы, добившимися вместе с возглавляемыми ими коллективами высоких результатов в своей работе, а также работниками других отраслей народного хозяйства Республики Татарстан, государственных органов и организаций, внесшие значительный вклад в становление и развитие нефтяной отрасли промышленности Республики Татарстан».
Награждение медалью, как и остальными государственными наградами Татарстана, производится указом раиса Республики Татарстан по решению соответствующей комиссии по государственным наградам, официальное сообщение о награждении публикуется в газете «Республика Татарстан». Вручение медали производится раисом или другими должностными лицами по его поручению на соответствующей торжественной церемонии. Вышестоящей по отношению к медали наградой является медаль «100 лет образования Татарской Автономной Советской Социалистической Республики», тогда как нижестоящая отсутствует. Награждённым предоставляется ежемесячная денежная выплата в размере 400 с лишним рублей, субсидии в размере 50 процентов расходов по оплате жилья, коммунальных услуг, телефонной связи, радио, коллективной антенны. Медаль носится на левой стороне груди, после всех орденов и медалей Российской Федерации, СССР, Республики Татарстан.

## Описание

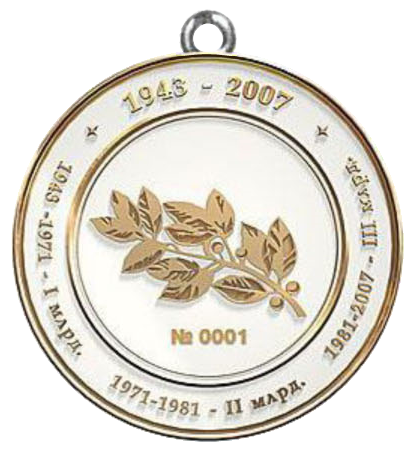
Реверс медали

Медаль «В ознаменование добычи трехмиллиардной тонны нефти Татарстана» изготовлена из серебра 925 пробы в виде круга диаметром 32 миллиметра, который с обеих сторон окаймлён ободком золотистого цвета. Аверс медали представляет собой матовое шлифованное поле, окружённое татарским национальным орнаментом золотистого цвета. Центром медали является полированное изображение географической карты Татарстана золотистого цвета. Юго-восток республики имеет отличный от остальной карты рельеф и обрамлён тонкой окантовкой. В центре этой выделенной части карты виден мемориал в виде фонтана, который символизирует добычу трёх миллиардов тонн нефти. Со всех сторон карта окружена надписями золотистого цвета: внизу — «ТАТАРСТАН», вверху — цифра «3», а по бокам в одну строку — «МИЛЛИАРД ТОННА НЕФТЬ» (слева на татарском языке) и «МИЛЛИАРДА ТОНН НЕФТИ» (справа на русском языке).
Аверс медали представляет собой углубленную шлифованную поверхность, в центре которой помещено изображение лавровой ветви золотистого цвета с выбитыми под ним номером. Окружность медали выделена кантом золотистого цвета и в образовавшемся круге помещены несколько надписей такого же вида. Вверху находится дата «1943 — 2007», окружённая с обеих сторон двумя четырёхконечными звездами золотистого цвета, тогда как по остальному диаметру круга видны следующие надписи: «1943—1971 — I млрд.» (слева), «1971—1981 — II млрд.» (снизу), «1981—2007 — III млрд.» (справа). При помощи ушка и кольца медаль соединена с пятиугольной колодкой, обтянутой шелковой муаровой лентой шириной в 24 миллиметра и выполненной в трёх цветах: полосы зелёного (слева) и красного (справа) цветов, шириной по 10 мм каждая, которые по краям колодки обрамлены полосами золотистого цвета шириной 2 мм.